# Martin Wahl (Biologe)
Martin Wahl (* 1955 in Boppard) ist ein deutscher Biologe. Er ist Professor für marine Ökologie an der Christian-Albrechts-Universität zu Kiel.
Martin Wahl studierte Biologie und Geologie bis zum Vordiplom an der Universität Perpignan und Zoologie, vergl. Morphologie, Phylogenie, Physiologie, Biochemie und Ökologie im Hauptstudium an der Universität Montpellier. Anschließend studierte er Meereskunde an der Universität Kiel. Von 1983 bis 1987 promovierte er im Auftrag der Universität Kiel am Laboratoire Arago der Universität Paris VI in Banyuls/Mer über die Anti-Epibiosis-Verteidigung bei Seescheiden (Ascidien).
Nach seiner Promotion wurde er wissenschaftlicher Angestellter in Kiel und arbeitete bis 1997 am Zoologischen Institut der Universität Kiel. Es folgten Postdoc-Aufenthalte am Scripps Institution of Oceanography in San Diego, Kalifornien und am Institut of Marine Sciences in Morehead City, New York. 1996 wurde Wahl im Bereich Zoologie an der Universität Kiel habilitiert. Seit 2002 ist er Professor für Marine Ökologie am Institut für Meereswissenschaften (IFM-GEOMAR) Kiel.
Seit 1998 ist er auch als Gutachter tätig. Er arbeitet als Gutachter (Reviewer) bei den Journalen „Marine Biology“ und „Biofouling“ mit, sowie bei der International Science Foundation (USA).
Wahl forscht zu den Themen Anti-Fouling, der Benthosökologie und der Chemischen Ökologie. Er ist Direktor des GAME-Master-Programes des GEOMAR.